# Semaine 26
D'après la norme ISO 8601, une semaine débute un lundi et s'achève un dimanche, et une semaine dépend d'une année lorsqu'elle place une majorité de ses sept jours dans l'année en question, soit au moins quatre. Dès lors, la semaine 26 est la semaine du vingt-sixième jeudi de l'année. Elle suit la semaine 25 et précède la semaine 27 de la même année.
La semaine 26 est pratiquement toujours la semaine du 28 juin, sauf exceptionnellement, dans le cas d'une année bissextile commençant un jeudi.
Elle commence au plus tôt le 21 juin et au plus tard le 28 juin.
Elle se termine au plus tôt le 27 juin et au plus tard le 4 juillet.

## Notations normalisées
La semaine 26 dans son ensemble est notée sous la forme W26 pour abréger.
| Jour de la semaine 26 | Notation |
| --------------------- | -------- |
| Lundi                 | W26-1    |
| Mardi                 | W26-2    |
| Mercredi              | W26-3    |
| Jeudi                 | W26-4    |
| Vendredi              | W26-5    |
| Samedi                | W26-6    |
| Dimanche              | W26-7    |

## Cas de figure
| Cas | Le 31 décembre est… | L'année est une année… | Le vingt-sixième jeudi de l'année tombe… | La semaine 26 débute… | La semaine 26 s'achève… | Premier cas après 2008 |
| --- | ------------------- | ---------------------- | ---------------------------------------- | --------------------- | ----------------------- | ---------------------- |
| 0   | Un vendredi         | bissextile DC          | Le 24 juin                               | Le lundi 21 juin      | Le dimanche 27 juin     | 2032                   |
| 1   | Un jeudi            | D ou ED                | Le 25 juin                               | Le lundi 22 juin      | Le dimanche 28 juin     | 2009                   |
| 2   | Un mercredi         | E ou FE                | Le 26 juin                               | Le lundi 23 juin      | Le dimanche 29 juin     | 2014                   |
| 3   | Un mardi            | F ou GF                | Le 27 juin                               | Le lundi 24 juin      | Le dimanche 30 juin     | 2013                   |
| 4   | Un lundi            | G ou AG                | Le 28 juin                               | Le lundi 25 juin      | Le dimanche 1er juillet | 2018                   |
| 5   | Un dimanche         | A ou BA                | Le 29 juin                               | Le lundi 26 juin      | Le dimanche 2 juillet   | 2017                   |
| 6   | Un samedi           | B ou CB                | Le 30 juin                               | Le lundi 27 juin      | Le dimanche 3 juillet   | 2011                   |
| 7   | Un vendredi         | C                      | Le 1er juillet                           | Le lundi 28 juin      | Le dimanche 4 juillet   | 2010                   |

1. 1 2 3  Dans ce cas, l'année compte une semaine 53.